# Жабари (Ваљево)
Жабари је насељено место града Ваљева у Колубарском округу. Према попису из 2022. било је 365 становника.

## Историја
Први помен села је забележен у турском попису (тефтеру) за хиџретску 934. годину, тј. 1527/1528. годину по садашњем рачунању времена.

Транскрибован на модерни турски, са османске арабице, унос са 233. странице тефтера TD 144 је гласио овако:
Jabar karye, Valyeva nahiye - Село Жабар, Нахија Ваљево

## Демографија
У насељу Жабари живи 371 пунолетни становник, а просечна старост становништва износи 43,2 година (42,5 код мушкараца и 43,9 код жена). У насељу има 135 домаћинстава, а просечан број чланова по домаћинству је 3,35.
Ово насеље је великим делом насељено Србима (према попису из 2002. године), а у последња три пописа, примећен је пад у броју становника.
|  |

| Демографија | Демографија | Демографија |
| Година      | Становника  | Становника  |
| ----------- | ----------- | ----------- |
| 1948.       | 660         |             |
| 1953.       | 677         |             |
| 1961.       | 678         |             |
| 1971.       | 599         |             |
| 1981.       | 530         |             |
| 1991.       | 487         | 481         |
| 2002.       | 452         | 462         |

| Етнички састав према попису из 2002.‍ | Етнички састав према попису из 2002.‍ | Етнички састав према попису из 2002.‍ | Етнички састав према попису из 2002.‍ | Етнички састав према попису из 2002.‍ |
| ------------------------------------ | ------------------------------------ | ------------------------------------ | ------------------------------------ | ------------------------------------ |
|                                      |                                      |                                      |                                      |                                      |
| Срби                                 | Срби                                 |                                      | 449                                  | 99,33%                               |
| Хрвати                               | Хрвати                               |                                      | 1                                    | 0,22%                                |
| Македонци                            | Македонци                            |                                      | 1                                    | 0,22%                                |
| непознато                            | непознато                            |                                      | 1                                    | 0,22%                                |

| Година пописа     | 1948. | 1953. | 1961. | 1971. | 1981. | 1991. | 2002. |
| ----------------- | ----- | ----- | ----- | ----- | ----- | ----- | ----- |
| Број домаћинстава | 118   | 125   | 130   | 137   | 136   | 135   | 135   |

| Број чланова      | 1  | 2  | 3  | 4  | 5  | 6 | 7 | 8 | 9 | 10 и више | Просек |
| ----------------- | -- | -- | -- | -- | -- | - | - | - | - | --------- | ------ |
| Број домаћинстава | 29 | 29 | 22 | 13 | 24 | 9 | 4 | 3 | 1 | 1         | 3,35   |

| Пол    | Укупно | Неожењен/Неудата | Ожењен/Удата | Удовац/Удовица | Разведен/Разведена | Непознато |
| ------ | ------ | ---------------- | ------------ | -------------- | ------------------ | --------- |
| Мушки  | 202    | 56               | 123          | 12             | 9                  | 2         |
| Женски | 194    | 32               | 121          | 38             | 2                  | 1         |
| УКУПНО | 396    | 88               | 244          | 50             | 11                 | 3         |

| Пол    | Укупно                    | Пољопривреда, лов и шумарство | Рибарство                            | Вађење руде и камена | Прерађивачка индустрија       |
| ------ | ------------------------- | ----------------------------- | ------------------------------------ | -------------------- | ----------------------------- |
| Мушки  | 132                       | 74                            | 0                                    | 0                    | 20                            |
| Женски | 75                        | 54                            | 0                                    | 0                    | 8                             |
| УКУПНО | 207                       | 128                           | 0                                    | 0                    | 28                            |
| Пол    | Производња и снабдевање   | Грађевинарство                | Трговина                             | Хотели и ресторани   | Саобраћај, складиштење и везе |
| Мушки  | 1                         | 9                             | 3                                    | 1                    | 7                             |
| Женски | 0                         | 1                             | 4                                    | 0                    | 1                             |
| УКУПНО | 1                         | 10                            | 7                                    | 1                    | 8                             |
| Пол    | Финансијско посредовање   | Некретнине                    | Државна управа и одбрана             | Образовање           | Здравствени и социјални рад   |
| Мушки  | 0                         | 4                             | 0                                    | 0                    | 0                             |
| Женски | 0                         | 1                             | 0                                    | 1                    | 4                             |
| УКУПНО | 0                         | 5                             | 0                                    | 1                    | 4                             |
| Пол    | Остале услужне активности | Приватна домаћинства          | Екстериторијалне организације и тела | Непознато            | Непознато                     |
| Мушки  | 2                         | 0                             | 0                                    | 11                   | 11                            |
| Женски | 0                         | 0                             | 0                                    | 1                    | 1                             |
| УКУПНО | 2                         | 0                             | 0                                    | 12                   | 12                            |

## Галерија
- Жабари - панорама
- Жабари - панорама
- Жабари - панорама
- Жабари - панорама
- Жабари - панорама
- Жабари - панорама
- Жабари - панорама
- Жабари - панорама
- Жабари - панорама
- Жабари - панорама
- Жабари - панорама